# Teyssier Island
Teyssier Island ist eine Insel vor der Mawson-Küste des ostantarktischen Mac-Robertson-Lands. Sie liegt am südlichen Ende der Jocelyn-Inseln in der Holme Bay.
Luftaufnahmen, die bei der Lars-Christensen-Expedition 1936/37 entstanden, dienten norwegischen Kartografen für die Kartierung der Insel. Das Antarctic Names Committee of Australia (ANCA) benannte sie nach Paul J. Teyssier, Koch auf der nahegelegenen Mawson-Station im Jahr 1959.